# Kars Çayı
Der Kars Çayı ist ein Fluss in der Provinz Kars im äußersten Nordosten der Türkei.
Der Kars Çayı entspringt im Gebirgszug Allahuekber Dağları im Südwesten der Provinz. Er fließt anfangs in überwiegend östlicher Richtung durch den Landkreis und die gleichnamige Kreisstadt Selim. Später wendet er sich nach Norden und durchströmt die Provinzhauptstadt Kars. Er fließt anschließend in einem weiten Bogen nach Norden, später nach Osten und schließlich nach Südosten. Er passiert dabei die Ortschaften Boğazköy, Harmanlı, Yolboyu, Akçalar, Karaurgan und Geçitköy.
Schließlich mündet der Fluss in den vom Achurjan (Arpaçay) durchflossenen Arpaçay-Stausee.
Der Kars Çayı hat eine Länge von 93 km.